# Операція «Льєж»

Карта бойових дій в ході операції «Льєж»

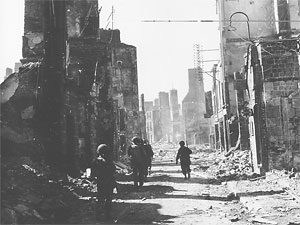
Американські війська в ході вуличних боїв у місті Мортен. Операція «Льєж». Серпень 1944

Операція «Льєж» (англ. Operation Lüttich, нім. Unternehmen Lüttich) — контрнаступальна операція німецьких збройних сил у ході операції «Оверлорд» у період з 7 по 13 серпня 1944. Операція з кодовою назвою на честь бельгійського міста Льєж, де на початку серпня 1914 року німці здобули значну перемогу в Першій світовій війні, мала за мету завдавання удару у фланг американським військам, що діяли за планом операції «Кобра» та розгром їх головних сил.
Проведення контрнаступу було організоване за власним наказом Гітлера, який зажадав ударом від Мортена в напрямку Авранш розгромити американську 1-шу армію, що протистояла німецькому Вермахту в цьому районі та відрізати війська 3-ї армії генерала Паттона, що вирвався далеко вперед від решти військ союзників та наступав в напрямку Бретані.
Основний удар завдавався силами 47-го танкового корпусу, котрій мав 3,5 танкові дивізії на вістрі удару. Початок контрнаступу ознаменувався значним успіхом німецьких військ, діючи проти 7-го американського корпусу. Проте, опір американських військ, а головне повне перевага союзників у повітрі, призвели до того, що майже ½ німецьких танків була знищена або виведена зі строю. Хоча бої біля ключового міста — Мортен — тривали ще протягом 6 діб, німцям не вдалося реалізувати план задуму, більш того американцям вдалося відкинути противника та відновити втрачені позиції за дуже короткий час.
Провал операції «Льєж» призвів до того, що значна кількість німецьких танкових військ була зосереджена на крайньому західному фланзі фронту в Нормандії, чим не гаючи часу скористалися західні союзники, обійшовши їх з півдня. Величезне угруповання німецьких військ потрапило в пастку й були розгромлені у Фалезькому котлі.

## Передумови
25 липня 1944 року, після шести тижнів виснажливої війни на застиглому фронті, американські війська під командуванням генерал-лейтенанта Омара Бредлі провели наступ під кодовою назвою "Операція «„Кобра“», який прорвав німецьку оборону поблизу Сен-Ло. Майже вся західна половина німецького фронту в Нормандії була зруйнована, і 1 серпня американські війська захопили Авранш. Захопивши це місто у підніжжі півострова Котантен і зберігши неушкоджений міст в Понтобо, розташованого неподалік, американські війська «завернули за ріг»; німецький фронт більше не міг спиратися у море на його західному кінці, і американські війська змогли просуватися на захід і південь в Бретань. У той же день була введена в дію Третя армія США під командуванням генерал-лейтенанта Джорджа Паттона. Незважаючи на атаки німецької авіації на міст в Понтобо, Паттон протягом наступних трьох днів перекинув через нього не менше семи дивізій, і частини його армії почали майже безперешкодно просуватися до портів Бретані.
Починаючи з 30 липня, 2-га британська армія під командуванням лейтенант-генерала Майлза Демпсі провела допоміжний наступ (під кодовою назвою «Операція «Блюкот»») на східному фланзі американських армій. Більша частина німецьких бронетанкових резервів, перекинутих на захід, щоб зупинити американський прорив, була залучена для протистояння цій новій загрозі. Тим часом американці продовжували наступи з метою розширити коридор навколо Авраншу. Хоча німці утримували життєво важливий транспортний вузол Вір, VII корпус США під командуванням генерал-майора Лоутона Коллінза 3 серпня захопив Мортен в 31 км на схід від Авранш.
Наступного дня, хоча VIII корпус США продовжував просуватися на захід через Бретань до портів Брест і Лор'ян, Бредлі наказав Паттону рухатися на схід з основними силами Третьої армії США, огинати відкритий німецький фланг та увійти в німецькі тилові райони. 15-й корпус США впродовж наступних трьох днів просунувся не менше ніж на 121 км, і до 7 серпня наблизився до Ле-Ману, де раніше знаходився штаб 7-ї німецької армії і який все ще залишався важливим логістичним центром.

## Німецьке командування та рішення
Генерал-фельдмаршал Гюнтер фон Клюге був німецьким верховним головнокомандувачем на Заході. Після того, як 17 липня генерал-фельдмаршал Ервін Роммель був поранений внаслідок авіанальоту союзників, Клюге прийняв на себе безпосереднє командування також над групою армій «B», формуванням, що вело бойові дії в Нормандії. 22 липня він попередив Гітлера, що крах фронту неминучий, але Гітлер продовжував наказувати йому стояти до останнього.
2 серпня Гітлер направив Клюге директиву, в якій наказав «негайно контратакувати Мортен і Авранш». Генерал Вальтер Варлімонт — заступник начальника штабу ОКВ, штабу збройних сил Німеччини — також був відправлений до штабу Клюге для забезпечення виконання цих наказів. Клюге припустив, що шансів на успіх немає, і німецькі війська в Нормандії повинні відійти до річки Сена, опираючись на вцілілі оборонні укріплення на південь від Кана, але 4 серпня Гітлер категорично наказав почати атаку. Він зажадав, щоб вісім з дев'яти танкових дивізій в Нормандії були задіяні в атаці, а люфтваффе задіяли весь свій резерв, включаючи 1000 винищувачів. За словами Гітлера, для того, щоб атака відбулася, необхідно було виконати три умови. «Фон Клюге повинен повірити в це. Він повинен бути спроможним відокремити достатньо бронетехніки від головного фронту в Нормандії, щоб створити ефективну ударну силу, і він повинен домогтися раптовості».
Незважаючи на наказ чекати, «поки не будуть зібрані всі танки, гармати і літаки», Клюге і генерал СС Пауль Гауссер (командувач 7-ї німецької армії, яка утримувала західну ділянку фронту) вирішили атакувати якомога швидше, поки загальна ситуація не погіршилася ще більше. Головною ударною силою був призначений XLVII танковий корпус під командуванням генерала Ганса Фрайхерра фон Функа. Замість восьми танкових дивізій лише чотири — одна з них неповна — могли бути звільнені від своїх оборонних завдань і зібрані вчасно; 2-га танкова дивізія, 116-та танкова дивізія, 2-га танкова дивізія СС і частина 1-ї танкової дивізії СС, всього близько 300 танків. Танковий корпус підтримували дві піхотні дивізії і п'ять бойових груп, сформованими із залишків танкової навчальної дивізії і чотирьох таких самих пошарпаних піхотних дивізій.
Клюге наказав почати атаку в ніч з 6 на 7 серпня. Щоб не попередити американські війська про атаку, підготовчі артилерійські обстріли не проводилися. Передбачалося завдати удару по 30-й піхотній дивізії США під командуванням генерал-майора Ліланда Гоббса на схід від Мортена, а потім прорвати американську оборону і досягти узбережжя. Якби була б досягнута раптовість, атака цілком могла б бути успішною, але декодери союзників з Ультри перехопили і розшифрували накази про операції Lüttich до 4 серпня. В результаті Бредлі зміг отримати підтримку з повітря як з боку 9-ї повітряної армії США, так і з боку Королівських ВПС.